# Winsen (Aller)
Pour les articles homonymes, voir Winsen.
Winsen (Aller) est une commune allemande située en Basse-Saxe, dans l'arrondissement de Celle.

## Quartiers
- Winsen
- Bannetze
- Meißendorf
- Stedden
- Südwinsen
- Thören
- Walle
- Wolthausen